# Agatha Award/Ehrenpreis
Agatha Award: Ehrenpreis
Gewinner des Ehrenpreises (Malice Domestic Award for Lifetime Achievement) der Agatha Awards, der seit 1990 in Anerkennung des Lebenswerkes eines Autors aus dem Mystery-Genre vergeben wird. Die Auszeichnung wird vom Malice Domestic Board of Directors auf der Malice Domestic Conference verliehen.
| Jahr      | Preisträgerin                                           | Nationalität         |
| 1990      | Phyllis A. Whitney                                      | USA                  |
| 1991–1993 | Preis nicht vergeben                                    | Preis nicht vergeben |
| 1994      | Mignon G. Eberhart                                      | USA                  |
| 1995      | Preis nicht vergeben                                    | Preis nicht vergeben |
| 1996      | Mary Stewart                                            | Großbritannien       |
| 1997      | Emma Lathen                                             | USA                  |
| 1998      | Charlotte MacLeod                                       | Kanada               |
| 1999      | Patricia Moyes                                          | Großbritannien       |
| 2000      | Dick Francis                                            | Großbritannien       |
| 2001      | Mildred Wirt Benson                                     | USA                  |
| 2002      | Tony Hillerman                                          | USA                  |
| 2003      | Barbara Mertz aka Elizabeth Peters und Barbara Michaels | USA                  |
| 2004      | Marian Babson                                           | Großbritannien       |
| 2005      | H. R. F. Keating                                        | Großbritannien       |
| 2006      | Robert Barnard                                          | Großbritannien       |
| 2007      | Carolyn Hart                                            | USA                  |
| 2008      | Peter Lovesey                                           | Großbritannien       |
| 2009      | Anne Perry                                              | Großbritannien       |
| 2010      | Mary Higgins Clark                                      | USA                  |
| 2011      | Sue Grafton                                             | USA                  |
| 2012      | Simon Brett                                             | Großbritannien       |
| 2013      | Aaron Elkins                                            | USA                  |
| 2014      | Dorothy Cannell, Joan Hess und Margaret Maron           | USA                  |
| 2015      | Sara Paretsky                                           | USA                  |
| 2016      | Katherine Hall Page                                     | USA                  |
| 2017      | Charlaine Harris                                        | USA                  |
| 2018      | Nancy Pickard                                           | USA                  |
| 2019      | Parnell Hall                                            | USA                  |
| 2020      | Ellen Hart                                              | USA                  |
| 2021      | Preis nicht vergeben                                    | Preis nicht vergeben |
| 2022      | Preis nicht vergeben                                    | Preis nicht vergeben |
| 2023      | Ann Cleeves                                             | Großbritannien       |
| 2024      | Elaine Viets                                            | USA                  |
| 2025      | Donna Andrews                                           | USA                  |